# 거제 폭행 살인 사건
거제 폭행 살인 사건(巨濟暴行殺人事件)은 2018년 10월 4일 2시 37분경 박창용(20세 남성)이 경상남도 거제시 고현동의 한 선착장 주변 길가에서 폐지를 줍던 윤모(58세 여성)를 30여 분 동안 폭행하여 살인한 사건이다.

## 사건
2018년 10월 4일 오전 2시 36분경 박창용(20세 남성)이 경상남도 거제시 고현동 한 선착장 인근 길가에서 폐지를 줍던 윤모(58세 여성)의 머리와 얼굴을 수십 차례에 걸쳐 폭행하고 배를 50번 넘게 차서 살인하였다. 폭행 과정에서 윤모가 "살려달라"고 절규했지만, 박창용은 폭행을 멈추지 않았다. 박창용은 범행과정에서 피해자가 숨졌는지 관찰하고 움직이지 않는 것을 확인한 뒤 도로 한가운데로 끌고 가 하의와 속옷을 모두 벗겨 유기하고 달아났다. 당시 도로를 지나던 목격자들이 박창용(20세 남성)을 제지하고 경찰과 119구조대에 신고하면서 윤모가 뒤늦게 병원으로 옮겨졌지만, 피해 여성은 5시간여 만에 뇌출혈과 다발성 골절 등으로 숨졌다.

## 배경
가해자인 박창용(20세 남성)은 학교 폭력 가해자였고, 술을 마시면 지인들을 폭행하는 습관이 있었다. 가해자인 박창용은 군 입대를 앞두고 아르바이트를 하고 있었고, 사건 직전 지인들과 술을 마시고 노래방 등을 간 뒤 집에 가던 길이었다.
가해자인 박창용(20세 남성)은 키가 180cm가 넘는 건장한 체격이라고 언론보도가 있었지만 사실은 164cm에 60kg정도 나가는 왜소한 체격이다.  피해 여성은 키 132cm, 체중 31kg에 불과했다. 피해 여성인 윤모(58세)는 남편을 일찍 여의고 자녀 없이 혼자 날품팔이를 하면서 노숙하며 살아와 건강상태가 좋지 않았다.

## 수사
경찰과 검찰 조사 과정에서 박창용(20세 남성)은 "술에 취해 기억나지 않는다"며 범행 이유 등에 대해 진술하지 않았다. 창원지방검찰청 통영지청 형사1부(부장검사 윤대영)는 현장에 있던 CCTV를 분석한 결과 폭행 정도가 매우 잔혹하고, 박창용(20세 남성)이 범행 전 휴대전화 인터넷으로 '사람이 죽었을 때', '사람이 죽었는지 안 죽었는지', '사람이 죽으면 목이 어떻게' 등을 미리 검색했던 점을 토대로 고의성이 있었던 것으로 보고 박창용(20세 남성)에 대해 살인 혐의로 구속 기소했다.

## 판결
2019년 2월 14일 오전 가해자 박 씨에 대한 1심 선고 공판이 창원지법 통영지원에서 열렸다. 1심 법원은 박창용에게 징역 20년을 선고했다. 재판부는 '피해자를 잔인하게 폭행해 숨지게 했다'며 선고 이유를 밝혔다. 검찰은 가해자 박 씨에게 무기징역을 구형했다. 재판부는 '형사재판을 받은 전력이 없는 초범이고 어린 나이에 한 가정의 가장 역할을 하고 있으며 반성하는 모습까지 고려했다'고 덧붙였다. 가해자 박 씨 변호인 측은 '결과를 겸허히 받아들이겠다'고 밝혔지만 유족들은 '형량이 너무 적다'며 분통을 터뜨렸다.